# Grindr
Grindr je mobilní aplikace, sloužící k seznamování mezi gayi a bisexuály. Pomáhá navázat kontakt k seznámení, randění nebo navázání přátelství. Využívá polohy pomocí GPS a ukazuje uživatele v okolí.
Grindr byl uveden v roce 2009. V roce 2014 byl dostupný ve 192 zemích světa a byl nejpoužívanější seznamovací aplikací pro gaye.